# Zelotes xiaoi
Zelotes xiaoi är en spindelart som beskrevs av Yin, Bao och Zhang 1999. Zelotes xiaoi ingår i släktet Zelotes och familjen plattbuksspindlar. Inga underarter finns listade i Catalogue of Life.